# Semidonta
Semidonta is een geslacht van vlinders van de familie tandvlinders (Notodontidae).

## Soorten
- S. biloba Oberthür, 1880
- S. rufa Hampson, 1892